# Tàngara beccònica dels tamarugos
La tàngara beccònica dels tamarugos (Conirostrum tamarugense) és un ocell de la família dels tràupids (Thraupidae).

## Hàbitat i distribució
Habita els boscos rabassuts, vegetació de ribera i terres de conreu de les terres baixes i Andes al sud del Perú i nord de Xile.